# Grupo U15 de Universidades Canadenses de Pesquisa
O Grupo U15 de Universidades Canadenses de Pesquisa (comumente encurtado para o U15 ) ( em francês:  U15 Regroupement des universités de recherche du Canada) é uma associação de 15 universidades públicas canadenses de pesquisa. Está sediada em Ottawa e foi criada em 1991 para representar os interesses de seus membros, principalmente para governos provinciais e federais, no que diz respeito à empresas de pesquisa e programas governamentais de apoio à pesquisa e desenvolvimento.
Suas instituições membros realizam 80% de todas as pesquisas universitárias competitivas no Canadá e representam um mercado de pesquisa avaliada em mais de US $ 5 bilhões por ano.  Juntos, eles contribuem com mais de $ 36 bilhões CAD para a economia canadense todos os anos; além de produzir mais de 70% de todos os doutorados concedidos no Canadá. 

## História
O núcleo do U15 começou quando chefes executivos de cinco universidades em Ontário - Universidade McMaster, Universidade Queen, Universidade de Toronto, Universidade de Waterloo e a Universidade de Western Ontario - começaram a se reunir informalmente para considerar interesses mútuos. Este grupo de cinco universidades baseadas em Ontário formou uma associação em meados da década de 1980 para promover os interesses de suas instituições intensivas em pesquisa.  Em 1989, vice-presidentes de outras universidades canadenses haviam se juntado ao grupo inicial. Depois de uma reunião na Universidade da Colúmbia Britânica, eles concordaram em se reunir duas vezes por ano para compartilhar preocupações comuns. Em 1991, as universidades formaram um Grupo dos Dez, formado pelas cinco universidades originais de Ontário, junto com a Universidade McGill, Universidade de Alberta, Universidade da Colúmbia Britânica, Université de Montréal e Université Laval . 
O grupo expandiu desde então duas vezes, uma em 2006 e outra em 2011. Em 2006, o grupo expandiu-se para incluir a Universidade Dalhousie, a Universidade de Calgary e a Universidade de Ottawa, tornando-se o Grupo dos Treze.  Em 2011, o grupo cresceu para o tamanho atual e se tornou membro da Universidade de Manitoba e da Universidade de Saskatchewan. O grupo foi reorganizado e renomeado como o U15.  Em 2012, os diretores executivos criaram uma diretoria do U15 e nomearam o primeiro diretor executivo da organização. 

## Organização
Os chefes executivos das universidades-membros governam o U15, apoiados por seus respectivos diretores acadêmicos e vice-presidentes de pesquisa.  O órgão executivo do grupo é o Comitê Executivo, composto pelo presidente e dois vice-presidentes. Através de um processo de nomeação de pares, o U15 nomeia um presidente para liderar o corpo governante. O comitê é encarregado de agir em nome do U15 em assuntos operacionais relacionados ao Secretariado.  O atual presidente é Feridun Hamdullahpur, que também atua como presidente da Universidade de Waterloo.
Além disso, o Comitê Executivo do U15 opera um número de subcomitês que auxiliam a administração em suas operações. O Comitê de Assuntos Acadêmicos promove iniciativas de colaboração e tenta maximizar a cooperação entre as instituições membros.  O Comitê de Pesquisa tenta avançar na agenda de pesquisa de suas instituições membros.  O Comitê Gestor de intercâmbio de dados é encarregado de definir as prioridades e recomendar planos de trabalho anuais para especialistas em dados de pesquisa nas universidades associadas.

## Membership
O Grupo U15 de Universidades Canadenses de Pesquisa conta atualmente com 15 membros, dos quais seis são de Ontário, três de Quebec, dois de Alberta e um da Colúmbia Britânica, Manitoba, Nova Escócia e Saskatchewan. Sete das treze províncias e territórios do Canadá estão representados no grupo. Três das seis universidades U15 sediadas em Ontário estão localizadas dentro da Greater Golden Horseshoe, enquanto duas das três universidades baseadas em Quebec estão localizadas em Montreal.
Coletivamente, os membros do U15 representam 47% de todos os estudantes universitários no Canadá, 71% de todos os estudantes de doutorado em tempo integral no país,  87% de todas as pesquisas privadas contratadas no Canadá e 80% de todas as patentes e start-ups no Canadá.  Como um grupo, as universidades da U15 atraem $ 5,3 bilhões CAD em receita anual de pesquisa, destacando-se 80% de todo o financiamento de pesquisa alocado de maneira competitiva no Canadá. 
| Instituição                        | Cidade           | Província          | Total de alunos | Estabelecido | Ano juntou | Renda de pesquisa patrocinada (milhares) |
| ---------------------------------- | ---------------- | ------------------ | --------------- | ------------ | ---------- | ---------------------------------------- |
| Universidade de Alberta            | Edmonton         | Alberta            | 38.820          | 1908         | 1991       | $ 513.313                                |
| Universidade da Colúmbia Britânica | Vancouver        | Columbia Britânica | 60.560          | 1908         | 1991       | $ 577.190                                |
| Universidade de Calgary            | Calgary          | Alberta            | 32.710          | 1966         | 2006       | $ 380.388                                |
| Universidade de Dalhousie          | Halifax          | Nova Escócia       | 18.940          | 1818         | 2006       | $ 150.038                                |
| Université Laval                   | cidade de Quebec | Quebec             | 43.560          | 1663         | 1991       | $ 356.675                                |
| Universidade de Manitoba           | Winnipeg         | Manitoba           | 28.870          | 1877         | 2011       | $ 187.444                                |
| Universidade McGill                | Montreal         | Quebec             | 38.580          | 1821         | 1991       | $ 515.302                                |
| Universidade McMaster              | Hamilton         | Ontário            | 32.600          | 1887         | 1991       | $ 379.959                                |
| Université de Montréal             | Montreal         | Quebec             | 48.330          | 1878         | 1991       | $ 536.238                                |
| Universidade de Ottawa             | Ottawa           | Ontário            | 42.200          | 1848         | 2006       | $ 325.969                                |
| Universidade da Rainha             | Kingston         | Ontário            | 28.140          | 1841         | 1991       | $ 207.034                                |
| Universidade de Saskatchewan       | Saskatoon        | Saskatchewan       | 21.420          | 1907         | 2011       | $ 186.261                                |
| Universidade de Toronto            | Toronto          | Ontário            | 89.540          | 1827         | 1991       | $ 1.147.584                              |
| Universidade de Waterloo           | Waterloo         | Ontário            | 39.200          | 1956         | 1991       | $ 189.333                                |
| Universidade do Oeste de Ontário   | Londres          | Ontário            | 32.500          | 1878         | 1991       | $ 249.669                                |